# Pablo Paredes Muñoz
Pablo Salvador Paredes Muñoz (Santiago de Chile, 1 de febrero de 1982) es un publicista, poeta, dramaturgo y guionista de cine y televisión chileno, además de activista político. Fue vocero de la Federación de Estudiantes Secundarios de Santiago (Feses) y coordinador nacional de Revolución Democrática. Desde el 11 de marzo de 2022 es director de la Secretaría de Comunicaciones dentro del gobierno de Gabriel Boric.

## Biografía
Estudió publicidad, licenciándose en comunicaciones en la Universidad de Santiago y obtuvo un magíster en Comunicación Política de la Universidad de Chile.
Miembro de la generación Novísima poesía latinoamericana, junto a los poetas Héctor Hernández Montecinos, Paula Ilabaca y Diego Ramírez. Como dramaturgo tiene un amplio trabajo y ha participado tanto en el cine como en televisión, particularmente con la serie El Reemplazante.
Fue director del Festival Iberoamericano de Poesía Actual “Poquita Fe”. Sus obras han sido montadas en Chile y el extranjero y sus poemas han sido traducidos al inglés, alemán y polaco.
Se desempeñó como académico de la Universidad de Santiago, impartiendo cátedras como Comunicación Social o el taller de Libretos y Guiones, así como de las universidades de Chile y Católica. También se ha dedicado a realizar conceptualización de campañas políticas, siendo guionista en la franja de las candidaturas presidenciales de Beatriz Sánchez en 2017 y Gabriel Boric en 2021.

## Obras

### Poesía
- Frío en la Noche Latina. Editorial Contrabando del Bando en Contra. Santiago de Chile, 2004.
- El Final de la Fiesta. Editorial La Calabaza del Diablo. Santiago de Chile, 2005.
- Mi Hijo Down. Editorial Black & Vermelho. Buenos Aires, 2008.
- La Raza Chilena. Mago Editores Montevideo, 2010; Santiago de Chile, 2012.[8]
- Mi Pequeña Unión Soviética. Editorial Cuarto Propio. Santiago de Chile, 2017.

### Teatro
- Desdicha Obrera, una tijera clavada en el corazón. Adaptación de la obra de teatro Desdicha Obrera de Luis Emilio Recabarren. Montada en espacio Trolley, Compañía Teatro Público, dirección, Patricia Artés. Santiago de Chile, 2007.
- El sueño del Encierro. Primer acto de La vida es sueño de Calderón de La Barca con poemas y dramaturgia de Pablo Paredes. Teatro de la Universidad Mayor, dirección de Diego Noguera. Santiago de Chile, mayo de 2008.
- Mericrismas Peñi. Montada en espacio Trolley, Dirección de Patricia Artés. Santiago de Chile, noviembre-diciembre de 2008.
- ABC1. Montada en teatro Sidarte, dramaturgia de Pablo Paredes y Begoña Ugalde, dirección de Javier Riveros. Santiago, junio-julio de 2009.
- El Sueño de la Libertad. Diálogo con el Segundo Acto de La vida es sueño en el Teatro Camino. Poemas y dramaturgia de Pablo Paredes. Dirección de Diego Noguera. Santiago de Chile, julio de 2009.
- Enfermitas Sagradas de Chile. Espacio Cultural Sofá, dirección de Juan Pablo Fuentes y Leonora Beniscelli. Santiago de Chile, octubre de 2009.
- Jorge González Murió. Teatro El Puente. Dirección de Sebastián Jaña, octubre-diciembre de 2009.
- Las analfabetas. Teatro Mori Bellavista, dirección de Nicolás Zárate, Paulina García y Valentina Muhr. Santiago de Chile, 2010 y 2011.
- La Vida es Sueño. Montaje completo. Dramaturgia y poemas de Pablo Paredes a partir del texto original de Calderón de la Barca. Teatro Camino. Dirección de Diego Noguera, agosto-septiembre de 2010.
- Historia Abierta. Coproducción de Bélgica y Chile. Dramaturgia de Pablo Paredes y Lorent Wanson. Teatro Matucana 100, dirección de Lorent Wanson. Chile, Bélgica y Francia, 2010-2011.
- Ángel a Martillazos.Teatro Finis Terrae, dirección de Francisco Krebs. Santiago de Chile, 2011.
- Curarse. Sala Antonio Acevedo Hernández, Ucinf. Dirección Sebastián Jaña. Santiago de Chile, 2011.
- Fábula del Niño y los Animales que se Mueren. Sala Matucana 100, dirección Isidora Stvenson. Santiago de Chile, 2012.
- Cerca de Moscú, Reescritura dramatúrgica de Chéjov por Pablo Paredes. Espacios patrimoniales, dirección Paulina García. Santiago de Chile, 2013.
- Illiterates. Traducción de "Las analfabetas" de Pablo Paredes. Teatro Robert Moss de New York, dirección Tara Elliott. Nueva York, 2013.
- Las analfabetas. Dirección, Carlos Martínez. Quito, 2014.
- Las analfabetas. Dirección, Luís Orjuela. Bogotá, 2014.
- Las analfabetas . Protagonizada por Dolores Heredia y Gabriela de la Garza. Dirección Paulina García. México, 2015.
- El Cuerpo de Mi Padre. Teatro Mori. Escrita y dirigida por Ingrid Isensee y Pablo Paredes. Santiago de Chile, 2016.[9]
- Pateando Piedras. Musical sobre Jorge González. Codramaturgo junto a Gopal Ibarra y Visnu Ibarra. Santiago de Chile, 2019.

### Cine y televisión
- Las analfabetas. Filmada por el Director Moisés Sepúlveda, 2013.
- El reemplazante. Primera temporada. TVN, Párox Producciones. Coguionista de la serie y corrector general, 2012.
- El reemplazante. Segunda temporada. TVN, Párox Producciones. Coguionista, 2013.
- Los Fusileros. Coguionista de la película, actualmente en posproducción, 2019.
- Brujería. Coguionista de la película.

## Premios y reconocimientos
- Dos Menciones honrosas y publicación de El Barrio de los Niños Malos y Se partió en tres, en el Concurso Nacional de Poesía con tema abierto, 70 años de las Juventudes Comunistas. Distinciones otorgadas por un jurado compuesto por Nicanor Parra, Volodia Teltelboim, Miguel Arteche, Gonzalo Rojas y Fernando Quilodrán, septiembre de 2002.
- Mención honrosa por el poemario Cesárea, en el II Premio de poesía "Poeta Armando Rubio Huidobro", Chile-Poesía. Distinción otorgada por un jurado compuesto por José María Memet, Alexis Figueroa y Elvira Hernández, marzo de 2003.
- Primer lugar Concurso de poesía "Chilectra ilumina tu imaginación" - Feria del Libro de Santiago, con el poema Como Pornografía. El jurado estuvo compuesto por Raúl Zurita, Tomás Harris y Verónica Zondec, noviembre de 2003.
- Obtención de la Beca otorgada por la Fundación Pablo Neruda, 2004.
- Primer lugar Juegos Literarios Gabriela Mistral, I. Municipalidad de Santiago, octubre de 2004.
- Obtención de la Violeta de Bronce en los “Juegos Florales de Vicuña”, I. Municipalidad de Vicuña, diciembre de 2005.
- Seleccionado, con una Mención Honrosa, para La Muestra Nacional de Dramaturgia con la obra Curarse, febrero de 2008.
- Premio a Mejor Dramaturgia en el 6º Festival de Primavera, Universidad ARCIS, con la obra Las Enfermitas Sagradas de Chile, octubre de 2009.
- Reconocido entre los 100 líderes jóvenes de Revista Sábado de El Mercurio en 2011.[10]
- Premio Altazor como mejor dramaturgia por la obra Las analfabetas, marzo de 2011.
- Premio Altazor como mejor guion de Televisión como coguionista de El reemplazante, marzo de 2013.